# Lukas Reinken
Lukas Reinken (* 4. Dezember 1995 in Friesoythe) ist ein deutscher Politiker (CDU). Seit 2022 ist er Abgeordneter des Niedersächsischen Landtags.

## Leben
Reinken wuchs im Ortsteil Altenoythe seiner Geburtsstadt Friesoythe auf. 2014 legte er das Abitur am Albertus-Magnus-Gymnasium in Friesoythe ab. Anschließend absolvierte er von 2014 bis 2017 ein duales Studium bei der Leoni AG in Friesoythe und an der Privaten Hochschule für Wirtschaft und Technik in Vechta. Er schloss dieses als Bachelor-Betriebswirt und als Industriekaufmann ab. Von 2017 bis 2018 war er im Vertriebsinnendienst der Leoni AG tätig. Von 2018 bis 2021 studierte er International Business and Management an der Hochschule Osnabrück und an der James Cook University in Singapur. Er schloss das Studium mit dem Master of Arts ab. Von 2020 bis zu seinem Einzug in den Landtag 2022 war er als Key-Account-Manager bei der Rügenwalder Mühle GmbH & Co. KG in Bad Zwischenahn tätig.
Reinken ist römisch-katholisch und lebt in Friesoythe.

## Politik
Reinken trat 2011 in die Junge Union und 2014 in die CDU ein. Seit 2019 ist er Vorsitzender der CDU in Friesoythe. Seit 2020 ist er Landesvorsitzender der Jungen Union Oldenburg. Seit den Kommunalwahlen in Niedersachsen 2021 ist er Mitglied des Stadtrats von Friesoythe und Vorsitzender der dortigen CDU/FDP-Fraktion.
Bei der Landtagswahl in Niedersachsen 2022 zog Reinken über das Direktmandat im Wahlkreis Cloppenburg-Nord in den Niedersächsischen Landtag ein.